# Moses ter Borch

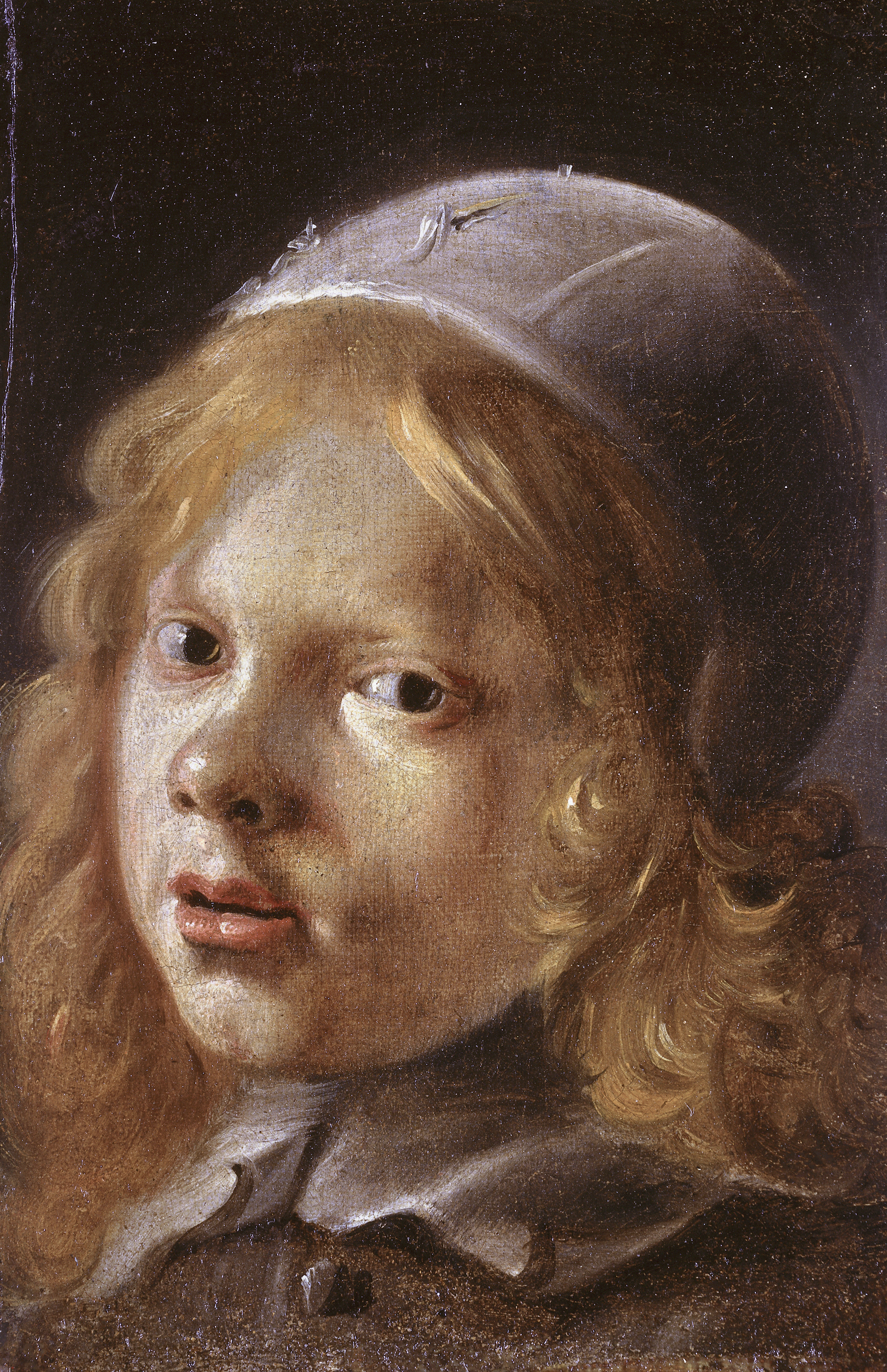
Zelfportret (ca. 1660-1661)

Moses ter Borch (19 juni 1645 te Zwolle - 12 juli 1667 te Harwich) was een Nederlands kunstschilder en tekenaar.
Hij was de zoon van Gerard ter Borch (I) en de jongere broer van Gerard ter Borch (II). Van zijn vader leerde hij tekenen. Hij schilderde een serie van kwalitatief hoogwaardige portretstudies, waaruit bleek dat hij een zeer getalenteerde schilder en tekenaar was die nauwelijks onderdeed voor zijn broer Gerard. Hij was een van de leermeesters van zijn zus Gesina ter Borch.
Toen hij bijna twintig jaar oud was monsterde hij aan bij de Nederlandse marine. Hij raakte op 2 juli 1667 gewond tijdens het gevecht om Fort Landguard. Mozes stierf tien dagen later aan zijn verwondingen.

## Geselecteerde werken

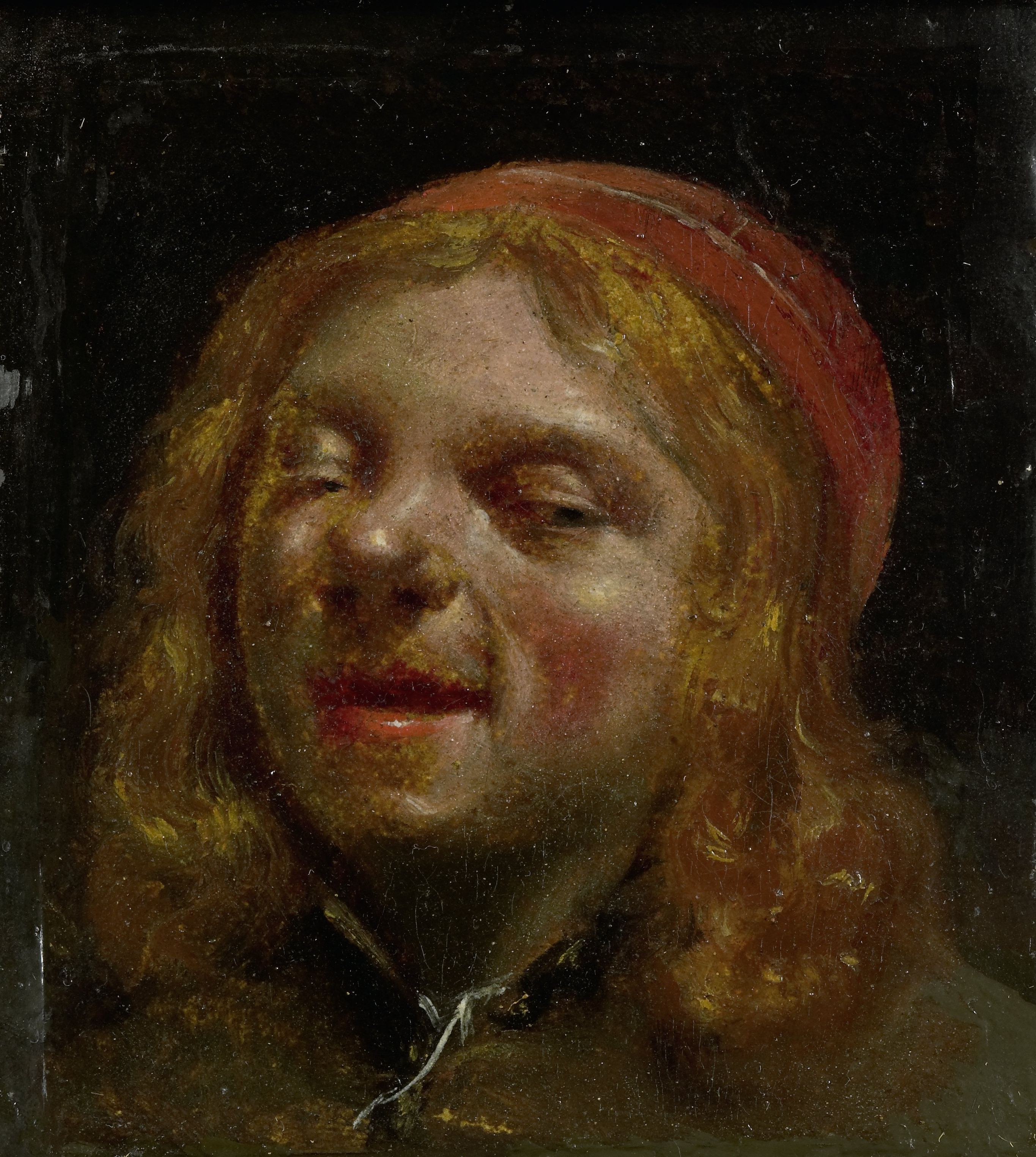
Zelfportret, ook bekend als portret van Jan Fabus, ca.1661, Rijksmuseum
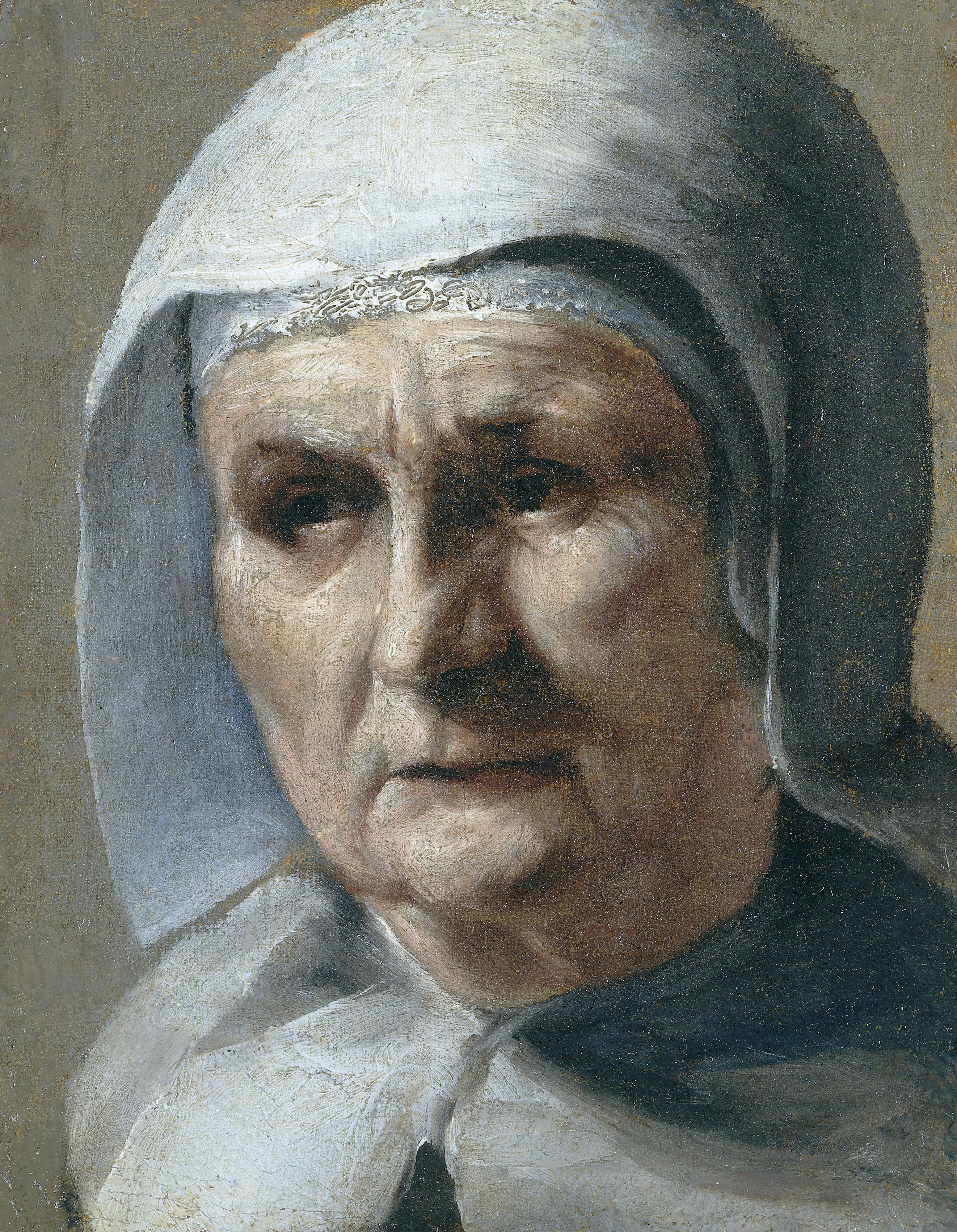
Oude vrouw 1655 / 1667, Rijksmuseum
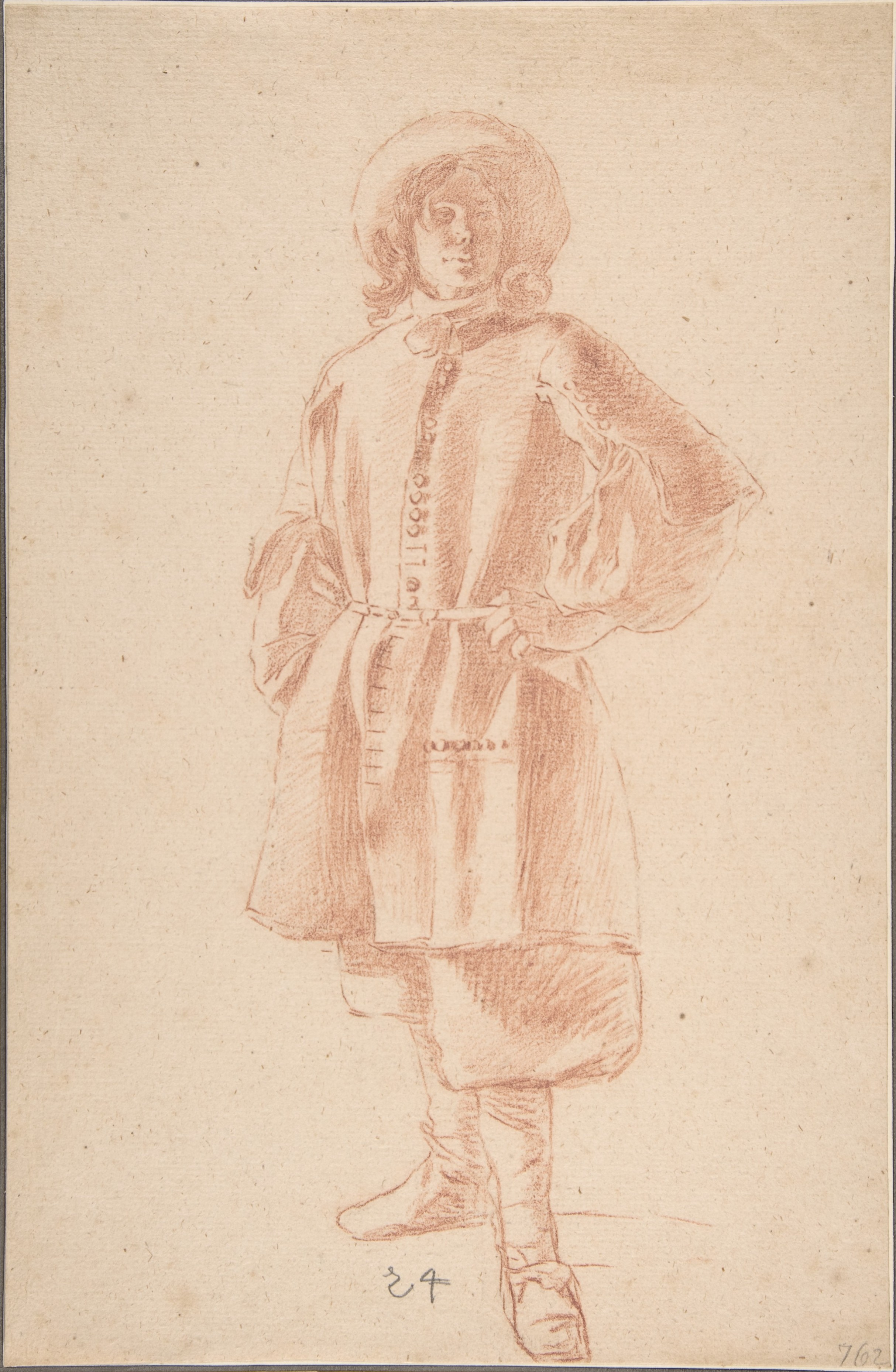
Studie van een jongen Metropolitan Museum of Art
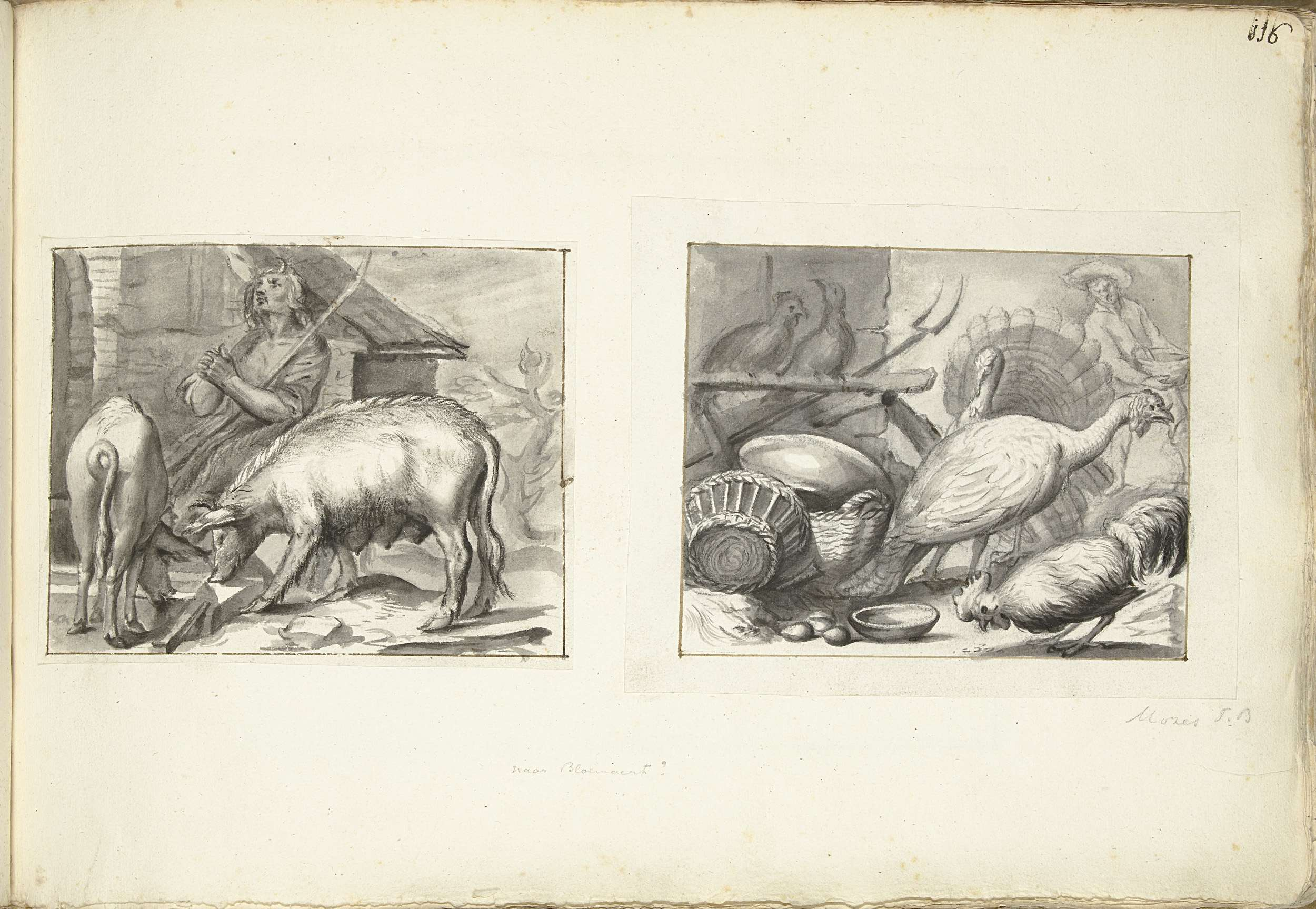
Verloren zoon en boerenerf met gevogelte, ca. 1661, Rijksmuseum